# Øyvind Leonhardsen
Øyvind Leonhardsen (Kristiansund, Noruega, 17 de agosto de 1970) es un exfutbolista noruego, se desempeñaba como centrocampista y se retiró en 2007.

## Clubes
| Club                 | País       | Año       | Partidos | Goles |
| Molde FK             | Noruega    | 1989-1991 | 64       | 9     |
| Rosenborg BK         | Noruega    | 1992-1994 | 63       | 20    |
| Wimbledon FC         | Inglaterra | 1994-1997 | 76       | 13    |
| Liverpool FC         | Inglaterra | 1997-1999 | 37       | 7     |
| Tottenham Hotspur FC | Inglaterra | 1999-2002 | 54       | 7     |
| Aston Villa FC       | Inglaterra | 2002-2003 | 19       | 3     |
| FC Lyn Oslo          | Noruega    | 2004-2005 | 46       | 2     |
| Strømsgodset IF      | Noruega    | 2006-2007 | 41       | 7     |

- Datos: Q329901